# Шёнхайде
Шёнхайде (нем. Schönheide) — община в Германии, в земле Саксония, входит в состав района Рудные Горы.
Население составляет 4738 человек (на 31 декабря 2013 года). Занимает площадь 28,1 км².

## Состав коммуны
В состав коммуны Шёнхайде входит 4 населённых пункта:
- Шёнхайде;
- Вильчхаус (нем. Wilzschhaus) — вошёл в состав до XX века.
- Нойхайде (нем. Neuheide) — вошёл в состав с 1 июля 1949 года.
- Шёнхайдерхаммер (нем. Schönheiderhammer) — вошёл в состав с 1 июля 1949 года.

## История
Поселение Шёнхайде было основано в 1537 году.
В 1875 году через Шёнхайде была проложена железная дорога.
С 1949 года входил в район Ауэ, а с 1994 года в район Ауэ-Шварценберг.
1 августа 2008 года, после проведённых реформ, Шёнхайде вошёл в состав нового района Рудные Горы.

## Галерея

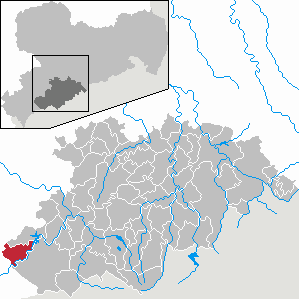
Шёнхайде на карте района
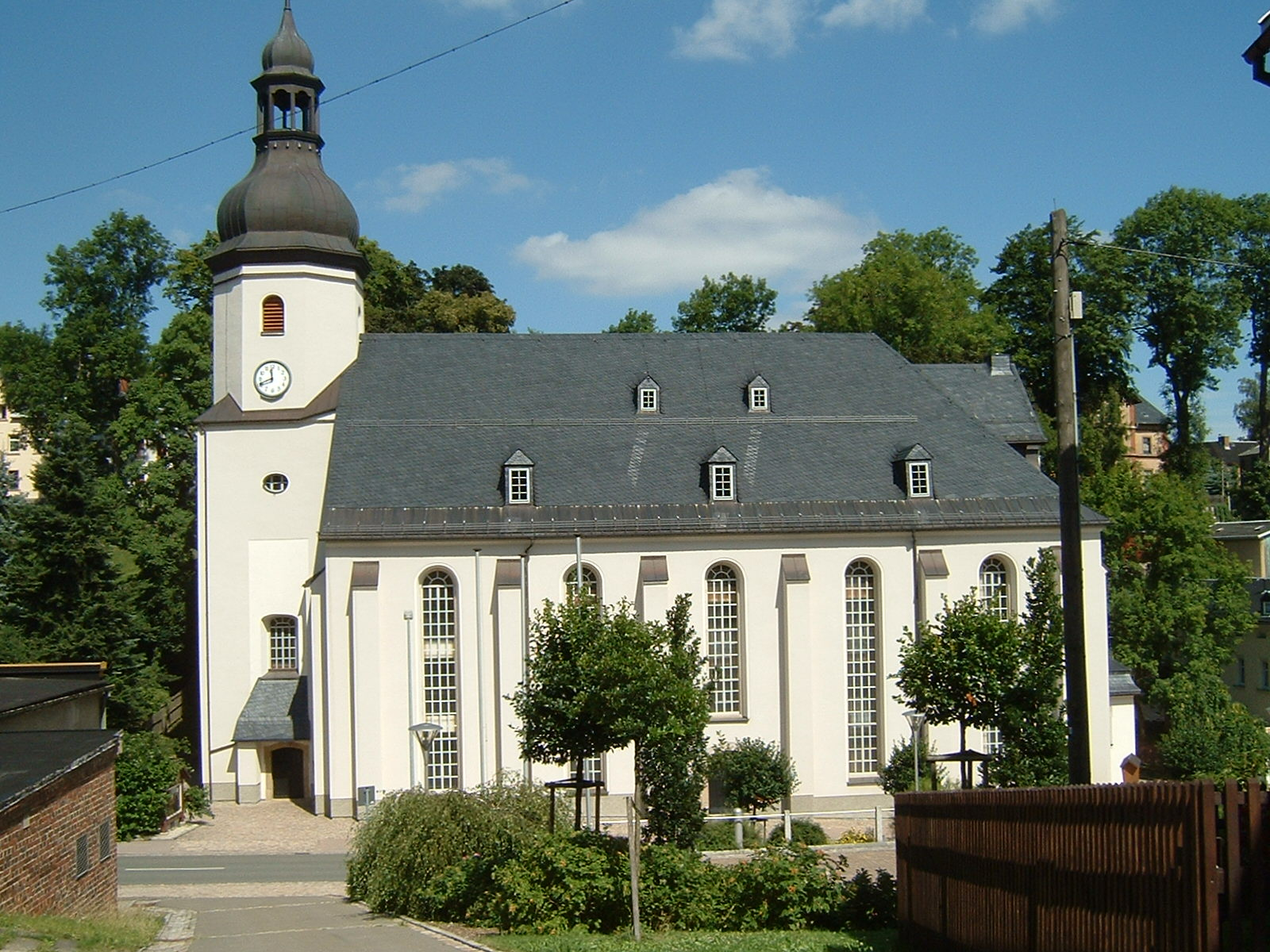
Церковь в Шёнхайде
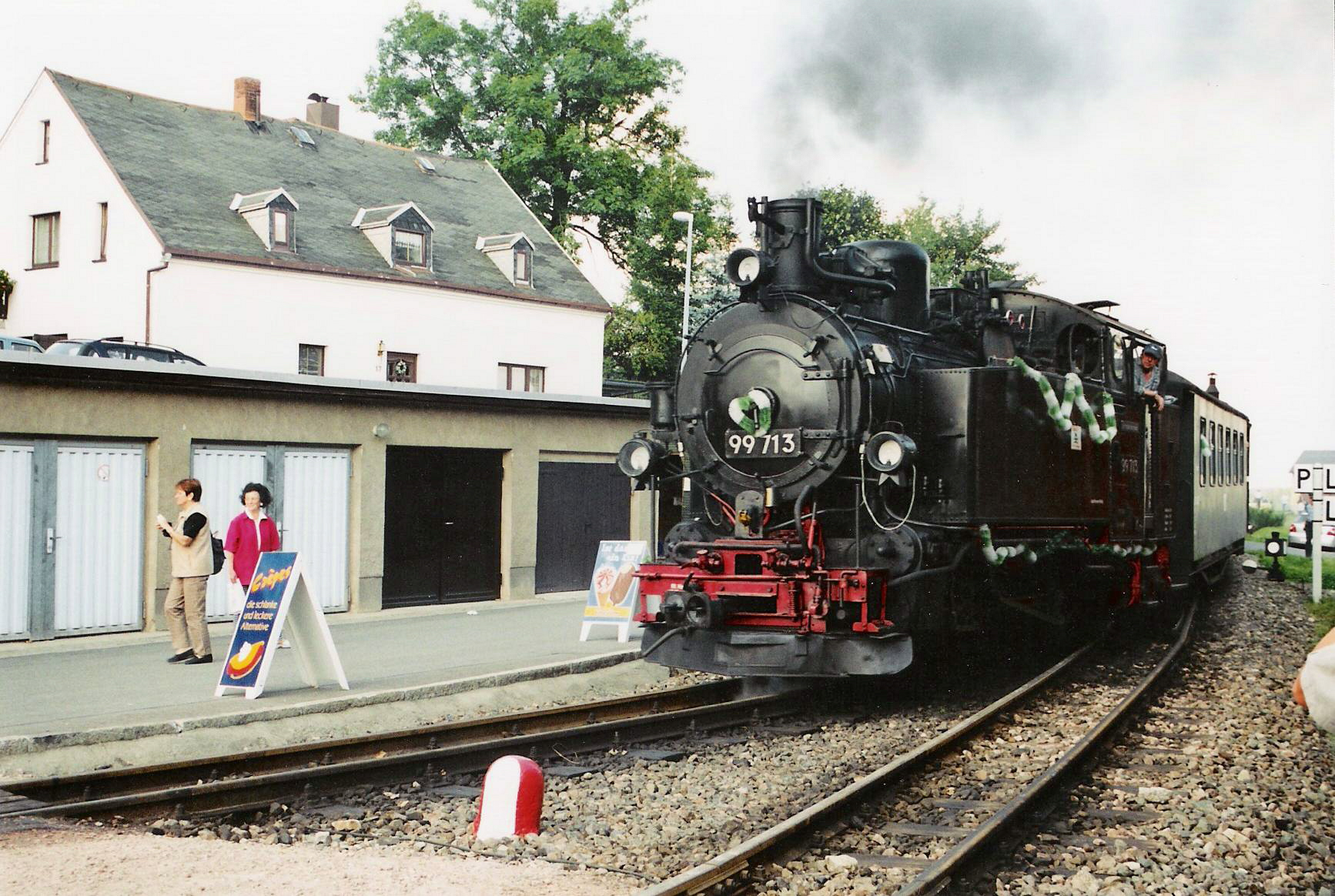
Старая ж/д и туристический паровоз
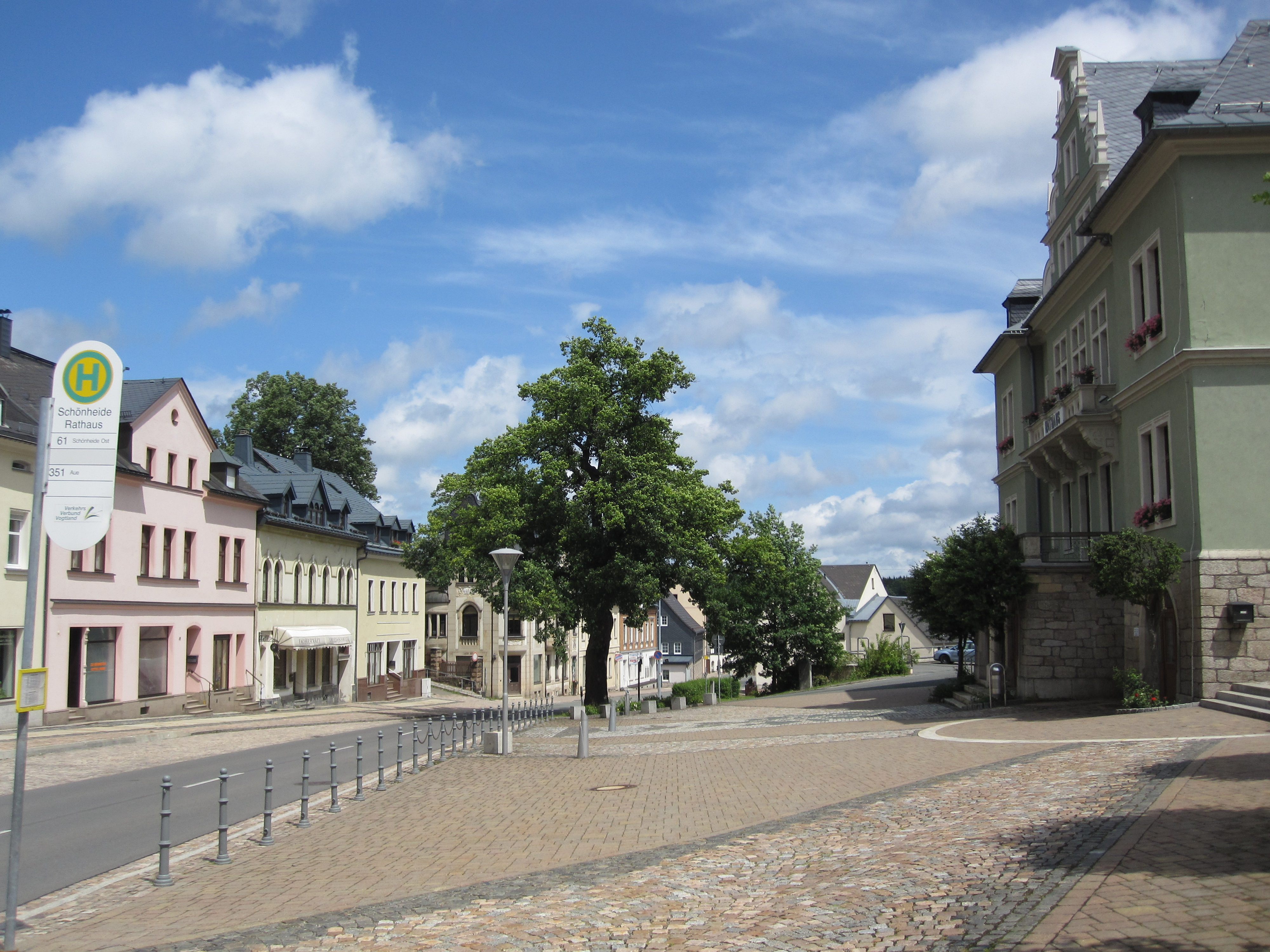
Дуб на центральной площади, посаженный в 1750 году